# Louis Eilers

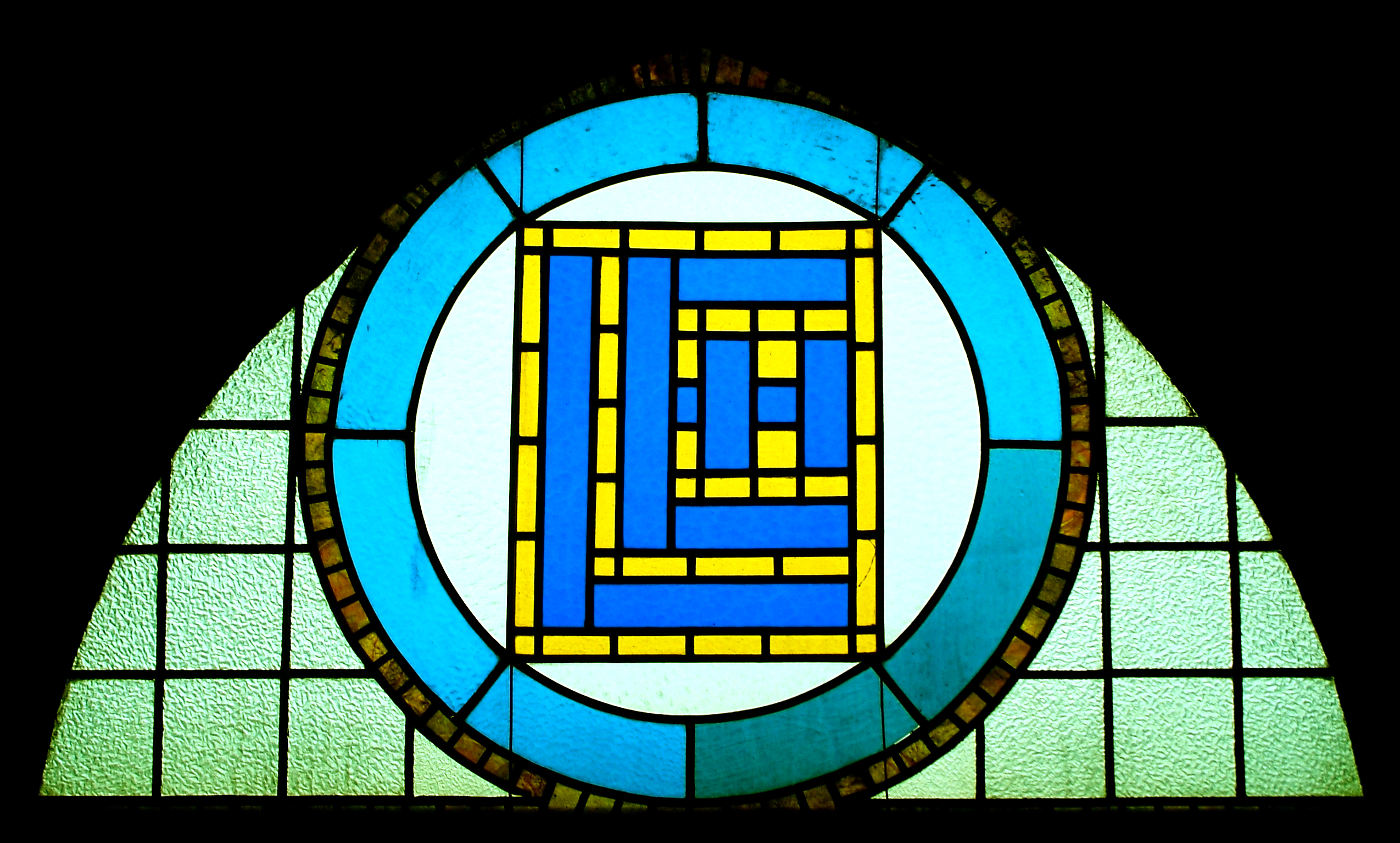
Die Buchstaben LEH für Louis Eilers Hannover über dem Eingang zum Verwaltungsgebäude der Louis Eilers Stahlbau

Louis Eilers (* 19. April 1844 in Hannover; † 27. April 1917 ebenda) war ein deutscher Schlossermeister und Unternehmer, der das spätere Unternehmen Louis Eilers Stahlbau begründete.

## Leben

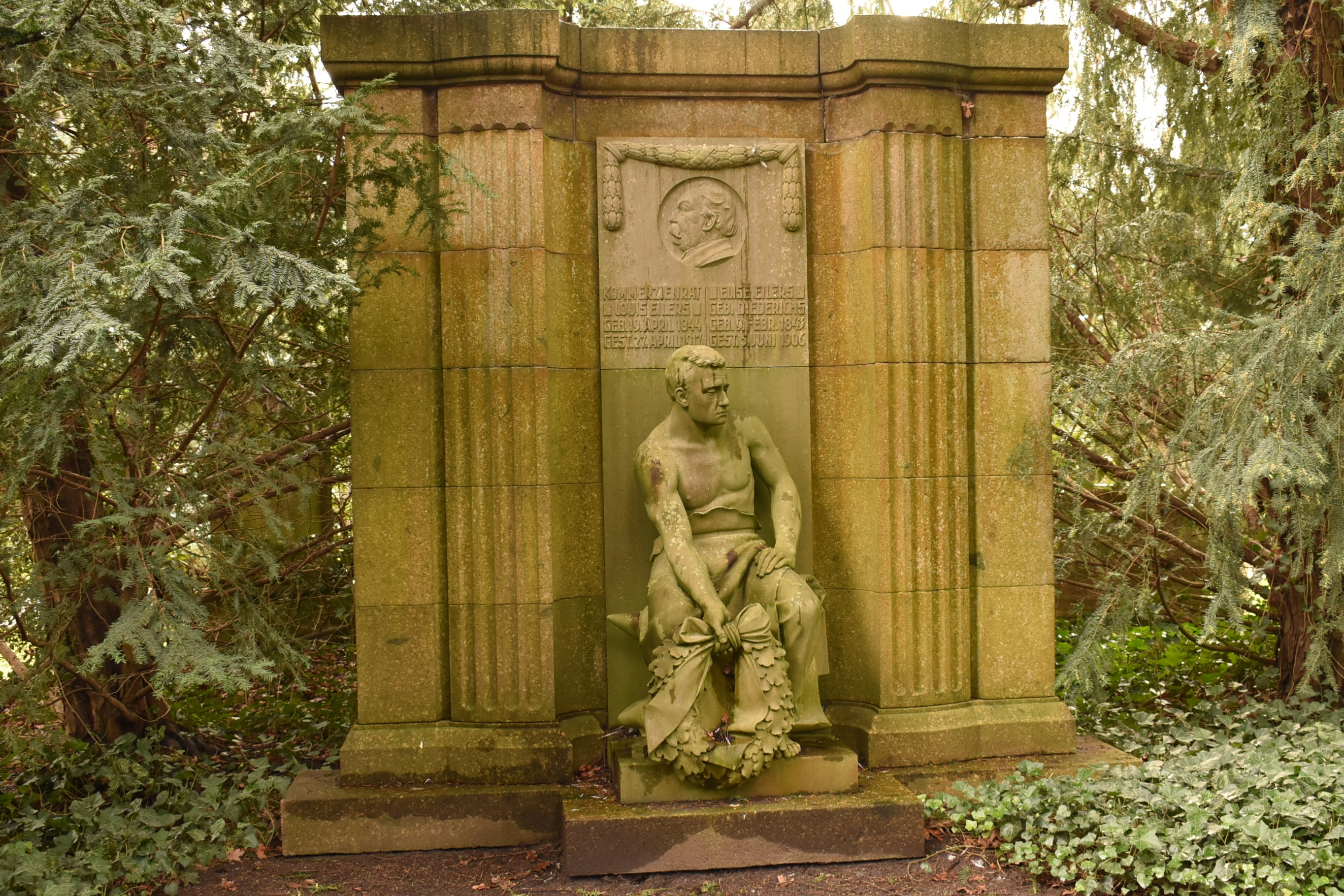
Grabmal Louis und Elise Eilers, geb. Diederichs, von Karl Gundelach auf dem Stadtfriedhof Engesohde

Nach einer Lehre als Schlosser ging Louis Eilers auf Wanderschaft und arbeitete unter anderem auch zwei Jahre in Paris. Den Deutsch-Französischen Krieg erlebte er als Soldat. 1871 gründete er in der Osterstraße in Hannover eine Werkstatt, in der er Schlosser- und Kunstschmiedearbeiten fertigte sowie erste kleinere Eisenkonstruktionen.
„Aufgrund der sich nach der Erfindung des Thomasstahls vor allem in Industrie- und Verkehrsbauten rasant durchsetzenden Verwendung von Eisen sowie günstiger Auftragslagen“ vergrößerte und verlagerte Eilers seine Firma ab 1881 mehrfach. Seine „Werkstatt für Eisenkonstruktionen“ (ab 1884) zog 1901 schließlich auf die rund sieben Hektar großen Fabrikationsanlagen am Entenfangweg im Stadtteil Ledeburg.
Eilers war – mit Conrad Bube und Albert Knoevenagel – Mitgründer des Vereins zur Überwachung der Dampfkessel, dem Vorläufer des TÜVs. Außerdem war er Senator und Kommerzienrat.
Louis Eilers ist auf dem Stadtfriedhof Engesohde Abt. 15 Nr. 160 a–h beigesetzt. Sein gleichnamiger Sohn (1882–1943), der die Fabrik übernommen hatte, ist auf dem Herrenhäuser Friedhof beigesetzt.

## Ehrungen
1972 wurden Teile des Entenfangweges und des Jobstweges, an denen Eilers seine Fabrik errichtet hatte, in Eilersweg umbenannt.